# Severnaja Zemlja
|  | Nogle eller alle af denne artikels kildehenvisninger er enten af tvivlsom kvalitet eller ikke sekundære/tertiære. Du kan afhjælpe dette ved at udskifte de angivne kilder med mere troværdige kilder. Se vejledning i Referencer. |

Severnaja Zemlja (russisk: Северная Земля, tr. Severnaja Zemlja, dansk: ~ Nordlandet) er en øgruppe i Polarhavet nord for Sibirien mellem Karahavet og Laptevhavet. Den er en forlængelse af den sibiriske Tajmyrhalvøen.
Øgruppen består af tre større og flere mindre øer; de største er Oktyabrskoy Revolyutsii på 14 204 km², Bolshevik på 11 206 km² og Komsomolets på 8 812 km². Administrativt tilhører øerne til Krasnojarsk-territoriet. Øerne er bortset fra en arktisk base ubeboede.
Øgruppen blev først opdaget i 1913 og var da den sidste uopdagede øgruppe på jorden. Den blev først antaget for at være en sammenhængende ø og fik derfor navnet Nikolai IIs land. Ved zeppelinerren Graf Zeppelins overflyvning i 1931 blev det dog fastslået, at den bestod af to øer, men en ekspedition fra 1931 til 1933 fandt frem til, at øerne var mere opdelt end hidtil antaget.

## Historie
Selvom øgruppen ikke befinder sig langt fra Ruslands nordlige kyst, blev den ikke formelt udforsket før begyndelsen af det 20. århundrede. Tidligere opdagelsesrejsende havde dog rapporteret om et landområde i regionen, fx Matvey Hedenstrom og Yakov Sannikov i 1810 som led i deres udforskning af Novaya Sibir.
Alligevel blev Severnaja Zemlja ikke kortlagt, før en russisk ekspedition i 1913 nåede frem til øerne med isbryderne Taimyr og Vaigach under Boris Vilkitskys kommando. Et af ekspeditionens mål var at udforske de ukendte områder i de nordlige havområder. Dette blev anset som kulminationen på det projekt, der blev indledt under zar Peter den Store med der formål at kortlægge hele Ruslands nordlige kyst og finde Nordøstpassagen.
22. august 1913 (3. september ifølge den gregorianske kalender) plantede eksepeditionen Ruslands flag på det, man dengang mente var en enkelt ø. Dette nye land blev døbt Kejser Nicolaj II’s land, (russisk: Земля Императора Николая II, translitt. 'Zemlja Imperatora Nikolaja II'), efter Ruslands daværende zar Nikolaj 2.  I 1926 efter den Russiske revolution, besluttede Sovjetunionens centralkomite, at landet skulle omdøbes til Severnaja Zemlja.
I 1931 blev Severnaja Zemlja imidlertid overfløjet af den tyske zeppeliner Graf Zeppelin på dens verdensomrejse, og i den forbindelse blev det gjort klart, at området omfattede mindst to større øer. Senere undersøgelser mellem 1931 og 1933 viste, at øgruppen var opdelt i yderligere et antal øer, og det første detaljerede kort blev efterfølgende skabt.
Øgruppen blev atter udforsket af sovjetiske forskere fra NIIGA (det Videnskabelige forskningsinstitut for arktisk geologi) i Leningrad fra 1948 til 1954. Det resulterede i et meget detaljeret geologisk kort.
Nylige anmodninger om igen at kalde øgruppen Kejser Nicolaj II’s land er hidtil blevet afvist af myndighederne i Krasnojarsk-territoriet.

## Geografi
Severnaja Zemlja ligger i Polarhavet og er adskilt fra fastlandet og Tajumyr-halvøen. Mod vest ligger Karahavet og mod øst Laptevhavet. Øgruppen består af fire hovedøer — Oktoberrevolution, Bolsjevik, Komsomolets, og Pioner — samt omkring 70 mindre øer og dækker et samlet areal på 37.000 km² 
Oktoberrevolution Ø (russisk: Остров Октябрьской Революции)79°29′N 96°50′Ø / 79.483°N 96.833°Ø på 14.170 km² er den største ø. Det højeste punkt er Karpinskybjerget på 965 m. Omtrent halvdelen af øen er dækket af is, og øen rummer i alt fem store iskapper og flere mindre gletsjere. I de isfri områder er vegetationen af ørken- eller tundratype.
Bolsjevik (ø) (russisk: Большевик (остров))78°36′33″N 102°55′41″Ø / 78.60917°N 102.92806°Ø er den sydligste og næststørste ø i øgruppen, og har et areal på omtrent 11.312 km². Øen er bjergrig, den højeste top når 935 m. Omkring 30 % af øen er dækket af gletsjere, mens kystsletterne har en sparsom vegetation af mos og lav. Øen rummer tre større gletsjersystemer og en mindre. Øen huser den arktiske base Prima.
Komsomolets (ø) (russisk: Комсомолец (остров))80°31′16.4″N 94°46′5.04″Ø / 80.521222°N 94.7680667°Ø er den nordligste af hovedøerne, og dens areal er på ca. 9.006 km². Det nordligste punkt på øen hedder det Arktiske kap og har været udgangspunkt for mange arktiske ekspeditioner. Det højeste punkt er 780 m, og omtrent 65 % af øens overflade er dækket af gletsjere. Komsomolets rummer Ruslands største iskappe, Videnskabernes Akademis iskappe, der 819 m høj og dækker et areal på 5.575 km². Undergrunden består primært af löss og sand.
Pioner (ø) (russisk: Пионер (остров))79°54′N 92°18′Ø / 79.900°N 92.300°Ø er den vestligste af hovedøerne og har et areal på 1.527 km².
 81° 7′ 32″ N, 90° 55′ 41″ E
Schmidts Ø (russisk: Остров Шмидта)81°7′32″N 90°55′41″Ø / 81.12556°N 90.92806°Ø er med sine 467 km² klart mindre end hovedøerne. Den ligger længst mod nordvest og en smule isoleret fra de øvrige øer. Den ligger helt i det område af Polarhavet, der er permanent dækket af havis og er derfor fuldstændig dækket af en iskappe. Denne nordlige øs klima er meget køligere end de øvrige øers. Den er opkaldt efter den sovjetiske videnskabsmand Otto Schmidt.

## Klima
Severnaja Zemljas klima er overvejende koldt og tørt, middeltemperaturen ligger på −16 °C og den årlige nedbør på 420 mm. Vejret er hovedsageligt overskyet, og temperaturerne svinger normalt fra −29 °C i februar til −0.5 °C i juli. Øgruppen er ofte udsat for store temperaturudsving, når kraftige storme dannet af nordatlantiske lavtryk rammer dem. De medfører varme og mere nedbør. Disse storme forekommer oftest i september og oktober og tilfører 30% af øernes samlede nedbør; snefald i sommermånederne er dog heller ikke unormalt, når varmere luftmasser trækker ind fra Sibirien.

## Flora og fauna
Severnaja Zemlja er en polarørken, og derfor er vegetationen sparsom, og dertil strækker permafrosten sig til en dybde af mindst 50 m. Plantevæksten omfatter bl.a. arter af slægterne Cerastium og Saxifraga, desuden forekommer der flere forskellige arter af mos, bl.a. Detrichum, Dicranum, Pogonatum, Sanionia, Bryum, Orthothecium og Tortura, samt laver, såsom Cetraria, Thamnolia, Cornicularia, Lecidea, Ochrolechia og Parmelia.
Der er blevet observeret 32 forskellige arter af fugle på øerne, heraf regnes 17 som ynglende. 8 arter findes udbredt over hele øgruppen, fem af dem er kolonibyggende havfugle, Alle alle, Rissa tridactyla, Cepphus grylle, Pagophila eburnea og Larus hyperboreus; de tre øvrige er typer af tundrafugle, Plectrophenax nivalis, Calidris maritima og Branta bernicla.
Det mest almindelige pattedyr på øerne er lemmingen Dicrostonyx torquatus der findes på alle tre hovedøer, hvor den flere steder lever med en tæthed på omkring 500 individer per km². polarræven (Alopex lagopus) yngler også på øerne, og i 1980’erne blev der observeret flere hundrede. Andre pattedyr er ulve (Canis lupus), hermelin (Mustela erminea) og snehare (Lepus timidus) og rensdyr (Rangifer tarandus).